# Баженов, Александр Николаевич
Алекса́ндр Никола́евич Баже́нов (23 августа (4 сентября) 1835, Городище, Пензенская губерния, Российская империя — 30 сентября (12 октября) 1867, Москва, Российская империя) — российский драматург, переводчик и театральный критик.

## Биография
Александр Баженов с детства участвовал в домашних спектаклях. Обучался в Пензенском дворянском институте, а после переезда семьи в Москву — в 1-й московской гимназии. В 1859 году окончил курс словесного факультета в Московском университете. После работал во 2-м кадетском корпусе в Москве учителем русской словесности.
В 1861 году издал своё первое произведение — перевод «Песен Анакреона», близкий к подлиннику, но из-за тяжёлой формы стиха неблагосклонно встреченный критикой, особенно петербургской.
Непродолжительная литературная деятельность Баженова была в основном посвящена театру. В 1860 году он создал переделку «Мольер-дитя», комедии в 2-х действиях, и два одноактных водевиля: «Бедовая бабушка» и «Любовный напиток». В рукописях также сохранились его водевили «Старое поколение», «Ещё три сердца» и «Игра Случая». Также он писал театральные рецензии в «Московских» и «Санкт-Петербургских ведомостях», в журналах «Искусство», «Театральный и музыкальный вестник», «Развлечение». Рецензии Баженова интересны, прежде всего, его актёрскими портретами (статьи о А. Е. Мартынове, П. М. Садовском, С. В. Шумском, В. И. Живокини, В. В. Самойловой, Г. Н. Федотовой).
В 1861 году в Москве, при театре Секретарёва образовался кружок любителей драматического искусства, одним из главных учредителей которого был Баженов.
Баженов выступал против засорения репертуара ремесленными пьесами, за обращение театра к классической драматургии, в частности к Шекспиру, поддерживал реалистическую школу актерской игры. В 1864 году он основал свою еженедельную газету «Антракт». В ней Баженов помещал (под псевдонимом «Не поэт») юмористические стихи о московских театрах.
В 1867 году Баженов заболел брайтовой болезнью (нефрит) и умер 30 сентября (12) октября 1867 года, в возрасте 32 лет. Был похоронен на уничтоженном в 1930-х годах кладбище Симонова монастыря.

## Труды
- Мольер дитя: Комедия. — СПб.: тип. Я. Ионсона, 1859. — 34 с.
- Любовный напиток Водевиль в одном действии с куплетами
- Сочинения и переводы Баженова том 1 Москва 1869

В 1869 году вышло собрание сочинений Баженова, составленное его другом Родиславским, где собраны все эссе Баженова о театре.